# Roatto
Roatto es un municipio italiano situado en la provincia de Asti, en Piamonte. Tiene una población estimada, a fines de agosto de 2024, de 362 habitantes.

## Evolución demográfica
| Gráfica de evolución demográfica de Roatto entre 1861 y 2024 |
|                                                              |
| Fuente: ISTAT - Elaboración gráfica de Wikipedia             |